# Enodia
En la religión de la Antigua Grecia y la mitología griega, Enodia, también conocida como Ennodia y Einodia ( /ɛ'noʊdi.ə/) es una diosa distintivamente tesálica, identificada en ciertas áreas o por ciertos autores antiguos con Artemisa, Hécate o Perséfone. Fue asociada con Zeus en su culto y, en ocasiones, compartía santuarios con él. Enodia fue principalmente adorada en la Antigua Tesalia y era bien conocida en la Macedonia helenística.
Enodia es una diosa de los caminos, la protección (apotropaica), los fantasmas, la purificación, la ciudad y los cementerios. Fue incluida en el dodecateón local. Las diosas de este dodecateón eran Hestia, Deméter, Enodia, Afrodita, Atenea y Temis.
El nombre «Enodia» sugiere que vigilaba las entradas y que se encontraba en la vía principal hacia una ciudad, observando a quienes entraban, y en los caminos frente a las casas particulares, protegiendo a los habitantes que residían en ellas. Las deidades con esta función apotropaica se esperaba que alejaran peligros como ladrones, espíritus malignos e incluso plagas como los ratones. Otras deidades notables con esta función son Hécate, Hermes y Apolo.
La principal ubicación del culto de Enodia, especialmente antes del siglo V, fue la ciudad de Feras. Feras fue una ciudad importante en la Antigua Tesalia, debido a la ubicación del asentamiento.
Solo se conocen dos sacerdotisas de Enodia: Timarete de Corinto, quien murió en Pella, Macedonia, a finales del siglo V a. C. y Crisame. Según Polieno, Cnopo de Codridae estaba luchando con los jonios en Eritras tras la reciente colonización jónica de Asia Menor. Cnopo recibió un oráculo que decía: «tomar como general de los tesalios a la sacerdotisa de Enodia» (στρατηγὸν παρὰ Θεσσαλῶν λαβεῖν τὴν ἱέρειαν τῆς Ἐνοδίας). Crisame, la sacerdotisa mencionada, llegó y, gracias a su dominio de las hierbas, envenenó a los eritreos. Debido a esto, Cnopo llevó a su ejército a la victoria. Tesalia era estereotipada como un lugar lleno de brujas que incluso podían bajar la luna, por lo que la asociación de Crisame con las hierbas tiene sentido.

## Iconografía
Enodia fue representada en ocasiones en monedas de Tesalia. Se la muestra como una joven, típicamente montando un caballo y portando antorchas. Una estela fechada entre los siglos I y II representa a Enodia vistiendo un quitón poderes, que está ceñido cruzado bajo el pecho. Esta estela también la muestra a caballo y acompañada por un perro.

## Orígenes y expansión cívica del culto de Enodia

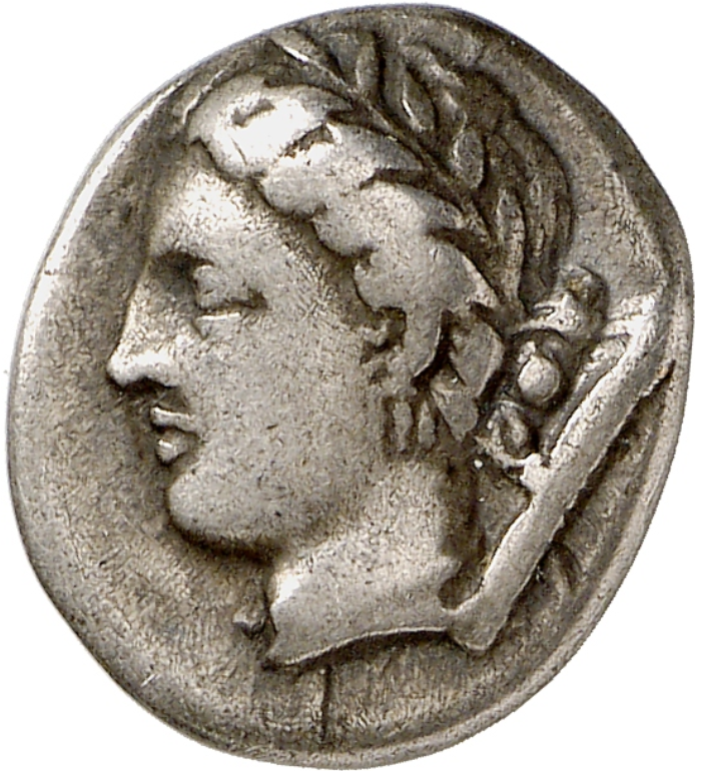
Hemidragma de plata griego antiguo de Feras con la cabeza de Enodia, c. 302-286 a. C., Altes Museum en Berlín.

Antes del siglo V, el culto de Enodia estaba mayormente confinado a la ciudad de Feras. Aunque la evidencia epigráfica se encuentra primero en la ciudad de Larisa. Feras fue una ciudad importante en la Antigua Tesalia desde la Edad del Hierro, lo que permitió que Enodia se convirtiera en una diosa pan-tesálica. Durante el siglo V, el culto de Enodia se expandió rápidamente por Tesalia, el sur de Macedonia, e incluso llegó a Tracia. Según los Estratagemas de Polieno, Enodia era supuestamente una deidad nacional durante la migración jónica.
La expansión del culto de Enodia está vinculada al impulso por una identidad cívica tesálica. Los cultos de Apolo Pitio y Enodia fueron expandidos y promovidos por toda Tesalia. Sin embargo, había una diferencia fundamental entre regionalizar al panhelénico Apolo y parroquializar a una diosa local como Enodia. Fue adorada en toda Tesalia y Macedonia, especialmente en las eras helenística y romana.
El uso de Enodia para la nueva identidad cívica tesálica fracasó, ya que no era una divinidad adecuada para la nueva identidad tesálica que se construiría cuando Flaminino refundó la liga en 196. Está completamente ausente de las monedas tesálicas de la era post-Flaminina. Los decretos de la nueva Liga no se publicaron en un santuario de Enodia, ya sea en Feras o en otro lugar de Tesalia. No hay evidencia de posibles inversiones en sus santuarios y ningún mes del calendario tesálico en uso después de 196 parece reconocer u honrar a la diosa.

## Mitología
Un mito de Enodia la conecta aún más con la ciudad de Feras. Cuando era bebé, la diosa Enodia fue llevada a Feras en la época de Feres, cuando la ciudad estaba en sus inicios. Había sido encontrada por los pastores de Feres. De alguna manera, creció con la ciudad. Ninguna otra ciudad tesálica había reclamado una conexión tan cercana con una sola divinidad como lo hizo Feras, lo que en cierto modo convirtió a Enodia en la patrona o divinidad especial de la ciudad.

## Culto antiguo
Enodia fue adorada en toda Tesalia, Macedonia, y partes de Tracia. Compartía santuarios con Zeus y estaba asociada con él en el culto. En su culto compartido, Zeus a menudo recibía el epíteto Thaulios. Enodia es posiblemente la deidad más distintiva y mejor comprendida de las adoradas en Tesalia y su culto se extendió desde finales del siglo V y el siglo IV en adelante hacia las regiones circundantes, particularmente Macedonia. En el siglo IV, formaba parte del dodecateón local. Las diosas de este dodecateón local eran Hestia, Deméter, Enodia, Afrodita, Atenea y Temis.
Enodia también es una kourotrofos (es decir, protectora y nutridora de niños). Se encontró una llave de hierro dentro de un agujero perforado en una pequeña base que lleva una inscripción pidiendo ayuda a Enodia con un niño. Esto sugiere que la base estaba originalmente colocada cerca de algo que la llave podía cerrar y abrir, ya sea literal o simbólicamente. Otra inscripción encontrada en una base similar en Larisa pide ayuda a Enodia con un niño. Estas son similares a las hekatia que se colocaban en las entradas. No se sabe si Enodia tenía este rasgo originalmente o si surgió debido a la identificación con Hécate.
Los aspectos ctónicos de Enodia son más fuertes en su dominio sobre los cementerios. Su culto a menudo tenía lugar en o cerca de cementerios, como el santuario de Zeus y Enodia en Feras. Piezas posiblemente desplazadas de tumbas locales fueron dedicadas posteriormente a Enodia en los siglos VII u VIII. Las ofrendas votivas consistían principalmente en pequeños objetos de bronce y hierro, como joyas de todo tipo, pero principalmente fíbulas, figurillas de aves y animales. Las figurillas de animales presentan una amplia gama de especies, como perros, caballos, y posiblemente toros y serpientes. Fragmentos del registro escultórico arcaico incluyen una cabeza de toro. Estos son sagrados para Enodia y para las deidades del inframundo, notablemente Hécate. También hay una adición de principalmente terracotas femeninas desde el siglo VII en adelante. Las fíbulas eran ofrendas votivas populares para la diosa (que forman casi la mitad de los registros votivos existentes) con su uso ritual para fijar la ropa funeraria en las tumbas tesálicas. Las fíbulas eran generalmente preferidas a los alfileres en toda Tesalia.
La popularidad de las ofrendas de fíbulas en el santuario de Enodia sugiere que la imaginería mortuoria pudo haber sido relevante para el culto. Aunque los aspectos ctónicos del culto no deben sobreemphasizarse, ya que Enodia también fue adorada de una manera distintivamente no ctónica, como olímpica.
También es una diosa cívica. Uno de los santuarios de Enodia estaba situado en el borde de una ciudad, lo que sugiere que tenía interés en la vida cívica. También fue agrupada dentro de los Patrooi Theoi, un grupo de dioses en Tesalia de parentesco y grupos. Los otros dioses en este grupo con Zeus Thaulios eran Enodia, Atenea, las Moiras y Poseidón.
A pesar de su identificación con Hécate o Artemisa, Enodia se mantuvo como una diosa popular y separada a lo largo de las eras helenística y romana. En el Idilio II de Teócrito, se menciona a Hermes Enodia (Hermes con el epíteto Enodia). Se refiere a una estatua del dios en la entrada de una finca.
Epítetos de Enodia
- Alexeatis (Griego: Ἀλέξεατις) un epíteto apotropaico, que significa «Avertidora del Mal». Se menciona en una inscripción del siglo V a Enodia Alexeatis en la ciudad de Larisa.[5]
- Astike (Griego: Αστική) «de la Ciudad»[11] en Larisa[2][11]
- Koroutarra (Griego: Κορουταρρα) «que hace crecer», un epíteto poco claro que demuestra una conexión con el mundo femenino antiguo[11] o como proveedora de alimento y crecimiento.[13]
- Korillos (Griego: Κοριλλος) otro epíteto poco claro que demuestra una conexión con el mundo femenino antiguo.[11]
- Osia (Griego: Οσια) es un epíteto peculiar de Enodia encontrado en Macedonia que puede tener una conexión con las purificaciones.[11]
- Patroa (Griego: Πατρωα) Un epíteto que significa «ancestral» o «paternal» atestiguado en una estela votiva clásica bajo Demetrias.[14] Enodia pertenecía al grupo de Patrooi Theoi, un grupo de dioses en Tesalia de parentesco y grupos.[11]
- Pheraia (Griego: Φεραίᾳ) «De / perteneciente a / asociada con Feras». Este epíteto surgió debido a la cercana conexión de Enodia con la ciudad de Feras.[2]
- Strogike (Griego: Στρογικά) «del relámpago», en el sentido de portadora de luz.[13] El epíteto se invoca con su otro epíteto patroa en Larisa.[11]
- Stathmia (Griego: Σταθμια) un epíteto que puede estar conectado con el reino animal debido a que una de las muchas acepciones de la palabra stathmos es establo.[11]
- Wastika (Griego: Ϝαστικᾶι) un epíteto que posiblemente se refiere a un aspecto urbano de Enodia, o Enodia de la comunidad de Larisa.[2]

## Identificación con Hécate
Debido a las similitudes entre las dos diosas, como proteger los caminos, compartir animales, alejar el mal, etc., no es sorprendente que Enodia fuera identificada con Hécate. Por ello, Luciano describe los ritos de Hécate en Egina como los «ritos de Enodia». Pausanias en la Descripción de Grecia describe a Hécate-Enodia recibiendo un sacrificio de un cachorro negro por la noche por parte de los espartanos. Esta es una ofrenda típica para Hécate, ya que los perros negros son sagrados para ella.
La identificación entre Hécate y Enodia se remonta al menos al siglo V. Para el siglo IV, Hécate-Enodia está estrechamente vinculada con los fantasmas en Sobre la enfermedad sagrada, un texto que busca avergonzar a los magos. El texto describe múltiples «enfermedades sagradas» que, según los magos, son causadas por los dioses.
Hécate Enodia se refiere al papel de Hécate en las encrucijadas como Trioditis y como Trivia (que es otra diosa identificada con Hécate) en la era romana.